# Utförbart och länkbart format
Körbart och länkbart format ("Executable and Linkable Format", ELF, tidigare kallat Extensible Linking Format), är ett öppet standardfilformat för körbara filer, objektkod, delade bibliotek och dump av kärnan i systemprogrammet.
Formatet ELF publicerades först i specifikationen för applikationsbinära gränssnitt i System V och senare i verktygsgränssnittsstandarden TIS. Det blev snabbt accepterat hos andra leverantörer av Unix-system. 1999 blev det valt som det standardiserade filformatet för Unix och Unixliknande system på x86 av 86open-projektet.
Till skillnad från många andra proprietära och därmed begränsade filformat, så är ELF väldigt flexibelt och utökningsbart, och det är obundet till processor eller arkitektur. Detta har möjliggjort att det blivit valt som standardformat i många olika operativsystem på många plattformar.
Filformatet används också som ett generellt objekt- och körbarhetsformat för binära kodsegment som används för inbyggda processorsystem som till exempel Atmels AVR-serie.